# Nethuns
Nethuns a fost zeul apei dulci din mitologia etruscă.
Nethuns a fost identificat cu zeul Neptun, care la origine fusese și el zeu al fântânilor și izvoarelor, înainte ca acest zeu roman să preia atributele zeului mărilor Poseidon de la greci.